# 闫兵
闫兵，广州大学大湾区环境研究院环境健康研究所所长，教授，研究方向为环境毒理与健康，中国教育部第六批“长江学者”特聘教授。参与“973”等多个国家重点课题的研究，发表论文数百篇，出版十余本专著。

## 生平
1982年获得山东大学化学系学士学位，1986至1990年，先后获得哥伦比亚大学M.A. 、M.Phil. 和化学系博士学位。
先后在剑桥大学生理学系、德克萨斯大学医学院微生物和分子基因系从事博士后研究。